# Konstantin Popovich
Konstantin Fedorovich Popovich (1924-2010) va ser un crític literari ucraïnès i moldau, folklorista, escriptor, publicista, doctor en filologia (1974), professor (1988), membre de l'Acadèmia de Ciències de Moldàvia (1995), membre dels Sindicats d'Escriptors d'Ucraïna i Moldàvia i Científic Honorable de Moldàvia (1984).